# Andrewsornis
Andrewsornis es un género extinto de ave terrestre depredadora, perteneciente a la familia Phorusrhacidae, también conocidas como "aves del terror" cuyos restos fueron encontrados en la Formación Deseado en Argentina, la cual data de la época del Oligoceno.